# Парієтальні клітини

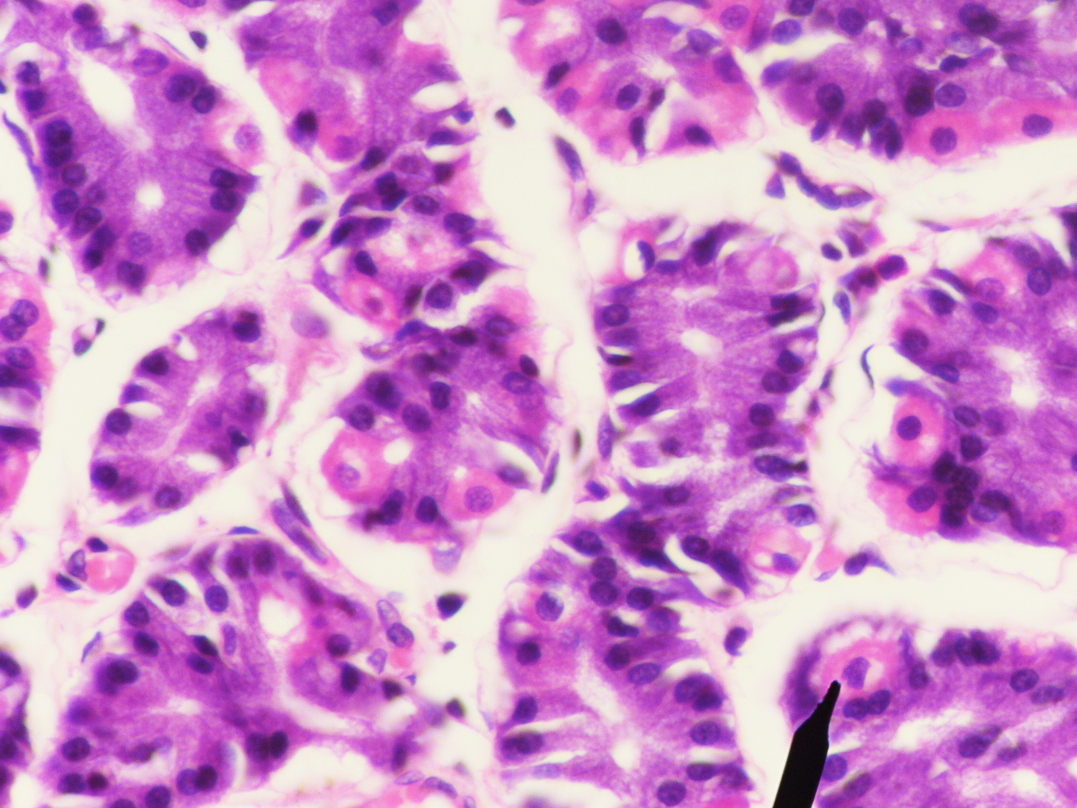
Парієтальні клітини шлунка людини (забарвлені рожевим)

Парієтальні клітини (також парієтальні екзокриноцити) — епітеліальні клітини шлунка, що секретують хлоридну кислоту та внутрішній антианемічний фактор. Ці клітини розміщуються у власних залозах шлунка в товщі його дна та кардіального відділу. Відносно головних екзокриноцитів клітини розміщені поодиноко між ними в ділянці тіла і дна власних залоз шлунка.
Парієтальні клітини становлять велику секреторну мережу канальців, якими HCl секретується в шлунок шляхом активного транспорту. Фермент воднево-калієва аденозинтрифосфатаза (H+/K+ АТФаза) є унікальним для парієтальних клітин шлунка, транспортуючи іони H+ проти градієнта концентрації близького до 3 мільйонів до 1, що є найкрутішим іонним градієнтом в організмі людини. Діяльність парієтальних клітин головно регулюється гістаміновим, ацетилхоліновим і гастриновим сигналюванням від центральних і місцевих модуляторів.